# سيمون وودهد
سيمون وودهد (بالإنجليزية: Simon Woodhead)‏ هو لاعب كرة قدم بريطاني في مركز الدفاع، ولد في 26 ديسمبر 1962 في Dewsbury ‏ في المملكة المتحدة. لعب مع نادي مانسفيلد تاون.